# 2001 YH140
2001 YH140 eller (126154) 2001 YH140 är en småplanet utanför Neptunus omloppsbana. Den upptäcktes 18 december 2001 av de båda amerikanska astronomerna Chad Trujillo och Michael E. Brown vid Palomar-observatoriet.
Omloppsbanan har sitt perihelium drygt 6 AU utanför Neptunus och sitt aphelium ytterligare 6 AU ut. Omloppsbanan är i banresonans med Neptunus. Varje gång Neptunus gör fem varv så har 2001 YH140 gjort tre.